# 28 novembre en sport
28 octobre 28 décembre
Chronologies thématiques
- Croisades
- Ferroviaires
- Disney

Le 28 novembre (332e jour de l'année ou 333e en cas d'année bissextile) en sport.

## Événements

### XIXesiècle
- 1862
  - (Football) : fondation du club de football anglais de Notts County[1].
- 1895
  - (Sport automobile) : Le concours du Chicago Times Herald est l'une des premières courses automobiles aux États-Unis, de Chicago à Evanston, un aller-retour de 85 km.

### XXesiècle:1951-2000
- 1979 :
  - (Hockey sur glace) : à Denver, (Colorado, États-Unis), Billy Smith, joueur des Islanders de New York devient le premier gardien de Hockey à inscrire un but pour son équipe dans la Ligue nationale de hockey face aux Rockies du Colorado[2].
- 1982 :
  - (Tennis) : au Palais des Sports de Grenoble, les États-Unis battent la France 4-1 en finale et remportent l'édition 1982 de la Coupe Davis.

### XXIesiècle
- 2005 :
  - (Football) : le footballeur Brésilien de Barcelone, Ronaldinho est désigné Ballon d'or pour l'année 2005 par le magazine France Football. Il devance les Britanniques Frank Lampard (Chelsea, 2e) et Steven Gerrard (Liverpool, 3e).

## Naissances

### XIXesiècle
- 1876 :
  - Lee Fohl, joueur de baseball américain. († 30 octobre 1965).
- 1881 :
  - Cecil Healy, nageur australien. Champion olympique du relais 4 × 200 m nage libre et médaillé d'argent du 100 m nage libre aux Jeux de Stockholm 1912. († 29 août 1918).

### XXesiècle:1901-1950
- 1901 :
  - Gustave Klein, nageur français. († 2 janvier 1962).
- 1912 :
  - Zizi du Manoir, skieuse, hockeyeuse sur gazon et sur glace française. († 24 septembre 1940).
- 1914 :
  - Mud Bruneteau, hockeyeur sur glace canadien. († 15 avril 1992).
- 1916 :
  - Guy Lapébie, cycliste sur route et sur piste français. Champion olympique de la course sur route par équipes et de la poursuite par équipes puis médaillé d'argent de la course en ligne aux Jeux de Berlin 1936. († 8 mars 2010).
- 1919 :
  - Keith Miller, joueur de cricket australien. (55 sélections en test cricket). († 11 octobre 2004).
- 1920 :
  - René Chocat, basketteur français. Médaillé d'argent aux Jeux de Londres 1948. Médaillé d'argent au CE de basket-ball 1949 puis de bronze à ceux de 1951 et 1953. (68 sélections en équipe de France). († 18 juillet 2000).
- 1925 :
  - József Bozsik, footballeur hongrois. Champion olympique aux Jeux d'Helsinki 1952. (101 sélections en équipe nationale). († 31 mai 1978).
  - Luigi Carpaneda, fleurettiste italien. Champion olympique par équipe aux Jeux de Melbourne 1956 et médaillé d'argent par équipe aux Jeux de Rome 1960. Champion du monde d'escrime du fleuret par équipes 1955. († 14 décembre 2011).
- 1928 :
  - Piet Steenbergen, footballeur néerlandais. († 22 avril 2010).
- 1931 :
  - Claudine Bouchet, pilote et copilote automobile de rallye française.
- 1935 :
  - Frik du Preez, joueur de rugby à XV sud-africain. (38 sélections en équipe nationale).
- 1938 :
  - Ernie Ladd, joueur de foot U.S. américain. († 10 mars 2007).
- 1942 :
  - Claude Haldi, pilote automobile de rallye et d'endurance suisse. († 25 décembre 2017).
  - Paul Warfield, joueur de foot U.S. américain.
- 1943 :
  - Robert Dureville, patineur artistique messieurs puis entraîneur français.
- 1947 :
  - Gérard Migeon, footballeur français.
- 1948 :
  - Mick Channon, footballeur anglais. (46 sélections en équipe nationale).
- 1950 :
  - Mike Plant, navigateur américain. († ? 1992).

### XXesiècle:1951-2000
- 1953 :
  - Nadiya Olizarenko, athlète de demi-fond soviétique puis ukrainienne. Championne olympique du 800m et médaillée de bronze du 1 500m aux Jeux de Moscou 1980. Championne d'Europe d'athlétisme du 800m 1986. († 18 février 2017).
- 1955 :
  - Alessandro Altobelli, footballeur puis consultant TV italien. Champion du monde de football 1982. (61 sélections en équipe nationale).
- 1958 :
  - Kriss Akabusi, athlète de sprint britannique. Médaillé d'argent du relais 4 × 400 m aux Jeux de Los Angeles 1984 puis médaillé de bronze du 400 m et du relais 4 × 400 m aux Jeux de Barcelone 1992. Champion du monde d'athlétisme du relais 4 × 400 m 1991. Champion d'Europe d'athlétisme du relais 4 × 400 m 1986 puis champion d'Europe d'athlétisme du 400 m et du relais 4 × 400 m 1990.
  - Don Collins, basketteur américain.
  - Hideki Okada, pilote de course automobile d'endurance japonais.
  - Dave Righetti, joueur de baseball américain.
- 1959 :
  - Stephen Roche, cycliste sur route irlandais. Champion du monde de cyclisme sur route 1987. Vainqueur du Tour de France 1987 et du Tour d'Italie 1987, des Tours de Romandie 1983, 1984 et 1987.
- 1960 :
  - Andy Ritchie, footballeur puis entraîneur anglais.
- 1963 :
  - Johnny Newman, basketteur américain.
  - Walt Weiss, joueur de baseball américain.
- 1964 :
  - Roy Tarpley, basketteur américain. († 9 janvier 2015).
- 1965 :
  - Matt Williams, joueur de baseball américain.
- 1966 :
  - Stéphane Mazzolini, footballeur puis entraîneur français.
- 1967 :
  - José del Solar, footballeur puis entraîneur péruvien. (74 sélections en équipe nationale). Sélectionneur de l'équipe du Pérou de 2007 à 2009.
  - Dubravko Pavličić, footballeur yougoslave puis croate. (22 sélections en équipe nationale). († 4 avril 2012).
  - Paul Graham, basketteur américain.
- 1969 :
  - Sonia O'Sullivan, athlète de fond irlandais. Médaillée d'argent du 5 000 m aux Jeux de Sydney 2000. Championne du monde d'athlétisme du 5 000 m 1995. Champion du monde de cross-country du cross long et du cross court 1998. Championne d'Europe d'athlétisme du 3 000 m 1994 puis championne d'Europe d'athlétisme du 5 000 et 10 000 m 1998.
- 1970 :
  - Álex López Morón, joueur de tennis espagnol.
- 1972 :
  - Paulo Figueiredo, footballeur angolo-portugais. (30 sélections avec l'équipe d'Angola).
  - Milan Timko, footballeur slovaque. (29 sélections en équipe nationale).
- 1975 :
  - Takashi Shimoda, footballeur japonais. (1 sélection en équipe nationale).
- 1976 :
  - Gordan Kožulj, nageur croate. Champion du monde de natation en petit bassin du 200 m dos 2000. Champion d'Europe de natation du 200 m dos 2000 et 2002. Champion d'Europe de natation en petit bassin du 200 m dos 2001.
  - Jeremy Teela, biathlète américain.
- 1977 :
  - Josh Barker, hockeyeur sur glace canadien.
  - Lee Beachill, joueur de squash anglais.
  - Fabio Grosso, footballeur italien. Champion du monde football 2006. (48 sélections en équipe nationale).
- 1978 :
  - Franck Junillon, handballeur français. Médaillé de bronze au mondial de handball masculin 2005 puis champion du monde de handball 2009 et 2011. Champion d'Europe de handball 2010. Vainqueur de la Ligue des champions 2003. (101 sélections en équipe de France).
  - Mehdi Nafti, footballeur franco-tunisien. Champion d'Afrique de football 2004. (44 sélections avec l'équipe de Tunisie de football).
- 1979 :
  - Jaroslav Balaštík, hockeyeur sur glace tchèque
  - Brian St. Pierre, joueur de foot U.S. puis entraîneur américain.
- 1982 :
  - Leandro Barbosa, basketteur brésilien. (86 sélections en équipe nationale).
  - Pavel Horák, handballeur tchèque. Vainqueur des Coupes de l'EHF masculine 2011, 2012 et 2015. (122 sélections en équipe nationale).
  - Nicolas Lunven, navigateur français. Vainqueur de la Solitaire du Figaro 2009.
- 1983 :
  - Édouard Roger-Vasselin, joueur de tennis français.
- 1984 :
  - Andrew Bogut, basketteur australien. (19 sélections en équipe nationale).
  - Marc-André Fleury, hockeyeur sur glace canadien. Champion olympique aux Jeux de Vancouver 2010.
- 1985 :
  - Santiago Fernández, joueur de rugby à XV argentin. (31 sélections en équipe nationale).
  - Landry N'Guemo, footballeur camerounais. (42 sélections en équipe nationale). († 27 juin 2024).
  - Geoff Walker, curleur canadien. Médaillé de bronze aux Jeux de Pékin 2022. Champion du monde masculin de curling 2017.
- 1986 :
  - Benjamin Brou Angoua, footballeur ivoirien. (17 sélections en équipe nationale).
  - Mouhamadou Dabo, footballeur franco-sénégalais.
- 1988 :
  - Arnold Bouka Moutou, footballeur franco-congolais. (18 sélections avec l'équipe du Congo).
  - Lloyd Palun, footballeur franco-gabonais. (36 sélections avec l'équipe du Gabon).
- 1989 :
  - Salma Amani, footballeuse internationale marocaine.
  - Josh Magette, basketteur américain.
  - D. J. Seeley, basketteur américain.
- 1990 :
  - Tosh Van der Sande, cycliste sur route belge.
- 1991 :
  - Alexander Krieger, cycliste sur route allemand.
- 1993 :
  - Lukhanyo Am, joueur de rugby à XV sud-africain. Champion du monde de rugby à XV 2019. Vainqueur du The Rugby Championship 2019. (15 sélections en équipe nationale).
- 1994 :
  - Anthony Briançon, footballeur français.
  - Marie-Ève Paget, basketteuse française.
  - Jhonatan Restrepo, cycliste sur route colombien.
- 1995 :
  - Thomas Didillon, footballeur français.
  - Tin Jedvaj, footballeur croate.
- 1996 :
  - Nikola Bilyk, handballeur autrichien. (41 sélections en équipe nationale).
  - Isaïa Cordinier, basketteur français.
- 1997 :
  - Clara Mateo, footballeuse française. (21 sélections en équipe de France).
  - Mostafa Mohamed, footballeur égyptien.
- 1999 :
  - Leo Østigård, footballeur norvégien.

### XXIesiècle
- 2000 :
  - Julien Ponceau, footballeur français.
- 2003 :
  - Konstantínos Koulierákis, footballeur grec.
  - Nicolás Romero, footballeur argentin.
- 2004 :
  - Wilson Odobert, footballeur français.

## Décès

### XXesiècle:1901-1950
- 1939 :
  - James Naismith, 78 ans, docteur en médecine et en théologie canadien. Inventeur du basket-ball. (° 6 novembre 1861).
- 1941 :
  - Billy Dunlop, 67 ans, footballeur écossais. (1 sélection en équipe nationale). (° 11 août 1874).
  - Mitsuyo Maéda, 63 ans, judoka et lutteur japonais. (° 18 novembre 1878).
- 1945 :
  - Dwight Davis, 66 ans, joueur de tennis puis homme politique américain. Créateur de la Coupe Davis. (° 5 juillet 1879).

### XXesiècle:1951-2000
- 1981 :
  - Roy Cochran, 62 ans, athlète de haies et de sprint américain. Champion olympique du 400 m haies et du relais 4 × 400 m aux Jeux de Londres 1948. (° 6 janvier 1919).
- 1990 :
  - Francisco Godia Sales, 69 ans, pilote de courses automobile espagnol. (° 21 mars 1921).
- 1994 :
  - Venancio Pérez, 73 ans, footballeur espagnol ayant 11 sélections en équipe nationale. (°  22 avril 1921).
- 1997 :
  - Thomas Evenson, 87 ans, athlète de fond et de steeple britannique. Médaillé d'argent du 3 000 m steeple aux Jeux de Los Angeles 1932. (° 9 janvier 1910).
- 1998 :
  - Maurice Seynaeve, 91 ans, coureur de cyclo-cross belge. (° 31 janvier 1907).

### XXIesiècle
- 2006 :
  - Max Merkel, 87 ans, footballeur puis entraîneur germano-autrichien. (1 sélection avec l'Équipe d'Allemagne et 1 avec celle d'Autriche). Sélectionneur de l'équipe des Pays-Bas de 1955 à 1956. (° 7 décembre 1918).
- 2012 :
  - Ab Fafié, 71 ans, footballeur puis entraîneur néerlandais. (° 4 mars 1941).
  - Fidélis, 68 ans, footballeur puis entraîneur brésilien. (7 sélections en équipe nationale). (° 13 mars 1944).
  - Cosimo Nocera, 74 ans, footballeur puis entraîneur italien. (1 sélection en équipe nationale). (° 16 août 1938).
- 2015 :
  - Gerry Byrne, 77 ans, footballeur anglais. Champion du monde de football 1966. (2 sélections en équipe nationale). (° 29 août 1938).
- 2016 : Crash du vol 2933 LaMia Airlines.
  - Ananias, 27 ans, footballeur brésilien. (° 29 janvier 1989).
  - Matheus Biteco, 21 ans, footballeur brésilien. (° 28 juin 1995).
  - Ailton Canela, 22 ans, footballeur brésilien. (° 18 novembre 1994).
  - Mateus Caramelo, 22 ans, footballeur brésilien. (° 18 août 1994).
  - Victorino Chermont, 43 ans, journaliste sportif brésilien. (° 24 avril 1973).
  - Dener, 25 ans, footballeur brésilien. (° 28 juin 1991).
  - Lucas Gomes, 26 ans, footballeur brésilien. (° 29 mai 1990).
  - Gil, 29 ans, footballeur brésilien. (° 3 septembre 1987).
  - Guilherme Gimenez, 21 ans, footballeur brésilien. (° 18 juin 1995).
  - Josimar, 30 ans, footballeur brésilien. (° 18 août 1986).
  - Caio Júnior, 51 ans, footballeur puis entraîneur brésilien. (° 8 mars 1965).
  - Kempes, 34 ans, footballeur brésilien. (° 3 août 1982).
  - Filipe Machado, 32 ans, footballeur brésilien. (° 13 mars 1984).
  - Arthur Maia, 24 ans, footballeur brésilien. (° 13 octobre 1992).
  - Sérgio Manoel, 27 ans, footballeur brésilien. (° 8 septembre 1989).
  - Marcelo, 25 ans, footballeur brésilien. (° 26 août 1991).
  - Bruno Rangel, 34 ans, footballeur brésilien. (° 11 décembre 1991).
  - Cléber Santana, 35 ans, footballeur brésilien. (° 27 juin 1981).
  - Thiego, 30 ans, footballeur brésilien. (° 22 juillet 1986).
  - Tiaguinho, 22 ans, footballeur brésilien. (° 4 juin 1994).
- 2020 :
  - Kevin Burnham, 63 ans, skipper américain. Médaillé d'argent dériveur double 470 lors des Jeux olympiques d'été de 1992 puis champion olympique de la même discipline lors des Jeux de 2004 à Athènes. (° 21 décembre 1956).
  - Juan de Dios Román, 77 ans, entraîneur de handball espagnol. Sélectionneur de l'équipe masculine d'Espagne de 1985 à 1988 puis entre 1995 et 2000 avec laquelle il remporte la médaille de bronze lors des Jeux olympiques de 1996 et de 2000 ainsi que le titre de vice-champion du monde en 1996 et 1998. Président de la Fédération royale espagnole de handball de 2008 à 2013. (° 17 décembre 1942).
  - Roger Fite, 82 ans, joueur de rugby à XV français. (2 sélections en équipe nationale). (° 13 octobre 1938).
  - Valerio Puccianti, 98 ans, athlète français spécialiste de l'ultrafond. (° 3 juillet 1922).
- 2021 :
  - François Moncla, 89 ans, joueur de rugby à XV français. Vainqueur du Tournoi des Cinq Nations 1959, 1960 et 1961. (31 sélections en équipe nationale). (° 1er avril 1932).